# Herta Wirén
Herta Elsa Wirén, född Larsson 15 oktober 1899 i Västra Skrävlinge socken i Skåne, död 16 maj 1991 i Hyllie i Malmö, var en svensk journalist och författare.

## Biografi
Wirén kunde som ung av ekonomiska skäl inte gå i realskolan utan fick ta plats som hembiträde istället. Detta satte djupa spår hos den bildningstörstande kvinnan, som sedan arbetade länge på frilansbasis som journalist och novellförfattare för tidningarna Morgonbris, Arbetet och Stockholms-Tidningen. Hon romandebuterade 1975 vid 76 års ålder med den självbiografiska En bit bröd med Anna. I denna skildrar hon uppväxtåren i en arbetarfamilj vid Möllevångstorget i Malmö. Trots den sena debuten hann Wirén skriva ytterligare sju självbiografiskt färgade romaner, i vilka arbetarkvinnans kamp för bildning och respekt står i centrum. Herta Wirén var även kommunalpolitiskt verksam (socialdemokrat) och valdes som första kvinna in i Malmös skolstyrelse 1934, där hon bland annat bidrog till att införa gratis skolmat till alla barn i Malmös skolor.
Wirén tilldelades 1989 Malmö stads kulturpris.

## Bakgrund och familj
Wirén var dotter till muraren Fritz Andreas Larsson, född 13 februari 1864 i Svedala socken och hans hustru Berta Kristina Nilsson, född 21 juni 1869 i Rönninge församling, Hisingen,Ellsbo. Föräldrarna gifte sig i Haga församling i Göteborg den 22 december 1889 och Hertas tre äldsta syskon föddes där: Fritz Albert Sigfrid (1/5 1890-17/7 1890); Dagmar Sofia (f.21/6 1891); Gerda Margot (f.30/12 1893). År 1894 flyttade familjen till Masthuggets församling i Göteborg och därifrån till Västra Skrävlinge församling i Malmö den 1 november 1895. De bodde de första åren i Sofielunds municipalsamhälle. Hertas äldre bror, döpt efter den förstfödda avlidna sonen, Frits Albert Sigfrid föddes den 11 september 1896. Hertas yngre bror, Hugo Andreas föddes den 20 februari 1903, då hon var knappt fyra år gammal. Den 18 april 1905 flyttade familjen till Nikolaigatan 12, och där föddes familjens yngsta barn, Ragnhild Lilly Ottolina (f.1/10 1905). Ungefär ett år senare flyttade man igen, till adress Möllevångstorget 30. Herta Wiréns första roman börjar med dessa två händelser.
Wirén gifte sig den 16 juli 1921 med guldsmeden Carl Axel Wirén, född 20 augusti 1896 i Malmö S:t Pauli församling. Han avled den 12 januari 1951 i Möllevångens församling. Deras första barn, Berit, föddes den 10 december 1921 i Limhamns församling. Familjen bodde då i kvarteret Dovhjorten XIII i Limhamn.
Herta Wirén är gravsatt i minneslunden på Gamla kyrkogården i Malmö.

## Artiklar om Herta Wirén
- Herta Wirén - 80-talets typiska arbetarförfattare, av Sten Hjalmarsson (Lantarbetaren 1985 nr 6/7, s. 18-19.)
- Barnen är det viktigaste, av Jan Mårtensson ( Arbetet 1985-08-21.)
- Allt som står i mina böcker är sant, av Olle Lönnaeus (Statsanställd 1986 nr 18, s. 16-17.)
- Herta Wirén, 87, ger ut ny bok. Du kan göra allt, sa mor, av Yvonne Gröning (Morgonbris, 1987 nr 4, s. 28.)
- Herta Wirén - Debutant vid 75 års ålder, av Kristina Olls och Ingvar Wahlén (Svenska arbetarförfattare under 1900-talet, 1989, s. 69-70.)
- Herta Wirén och Helga Bergvall, av Lars Furuland och Johan Svedjedal (Svensk arbetarlitteratur, 2006, s. 339-342.)